# Solange Dudevant
Solange Dudevant (ur. 13 września 1828 w Nohant-Vic, zm. 17 marca 1899 tamże) – francuska powieściopisarka.

## Życiorys
Urodziła się 13 września 1828 w Nohant-Vic jako córka pisarki George Sand, była jej drugim dzieckiem. Pomimo tego, że Sand w tamtym czasie była żoną Casimira Dudevanta, krążyły plotki, że ojcem Solange był Stéphane de Grandsagne.
W 1846 Solange zaręczyła się z Fernandem de Preaulx. W 1847 wyszła za Augusta Clésingera, którego poznała pozując do popiersia. W czasie ślubu Solange miała dziewiętnaście lat, a Auguste – trzydzieści dwa. W 1848 Solange urodziła córkę Jeanne, która zmarła tydzień po narodzinach. Druga córka, także Jeanne, urodziła się w 1849. Jeanne, którą nazywano Nini, zmarła w 1855 na szkarlatynę.
W 1870, pod imieniem Solange Clésinger-Sand wydała swoją pierwszą powieść, Jacques Bruneau. Jej druga książka, Carl Robert, została wydana w 1887.
Zmarła 17 marca 1899 w swoim domu w Paryżu i została pochowana na prywatnym cmentarzu w Nohant-Vic.